# Erhard Bellot
Erhard Bellot (* 7. März 1939 in Leipzig) ist ein deutscher Typograf und Grafikdesigner und war Hochschullehrer.

## Leben und Werk
Bellot absolviert von 1962 bis 1963 in Leipzig eine Lehre als Schriftsetzer. Nach dem Grundwehrdienst in der NVA studierte er von 1965 bis 1969 an der Fachschule für Werbung und Gestaltung Berlin-Oberschöneweide (FSWG). Schon in dieser Zeit beteiligte er sich an Entwürfen von Werbematerialien u. a. für die Leipziger Messe.
Danach arbeitete er in Berlin freischaffend als Gebrauchsgrafiker. Er machte u. a. typografische Arbeiten für Bücher und die Zeitschrift Sibylle, für Kataloge und für Außenwerbung und entwarf Plakate. 1990 gestaltete er eines der letzten Exemplare der Hauszeitschrift Der Bienenstock (Nr. 153) des Verlags Rütten & Loening.
Daneben war er Gastlehrer an der FSWG und an der Betriebsakademie Polygrafische Industrie Berlin. 1974/75 macht er ein externes Studium an der Hochschule für Grafik und Buchkunst Leipzig.
Bellot war bis 1990 Mitglied des Verbands Bildender Künstler der DDR.
Nach der deutschen Wiedervereinigung hatte Bellot bis zum Ausscheiden aus dem Hochschuldienst eine Professur für Typografie und Grafikdesign an der heutigen Hochschule für Technik und Wirtschaft Berlin.

## Teilnahme an zentralen und wichtigen regionalen Ausstellungen in der DDR
- 1976, 1978, 1982 und 1986: Berlin, Bezirkskunstausstellungen (Gebrauchsgrafik)
- 1977 bis 1988: Dresden, VIII. bis X. Kunstausstellung der DDR
- 1980/1981: Berlin, Ausstellungszentrum am Fernsehturm („Berliner Kunst. Malerei, Grafik, Plastik – Retrospektive“)